# Gruppo Alcuni
Gruppo Alcuni è una casa di produzione di audiovisivi e cartoni animati. L'azienda gestisce uno studio di produzione e distribuzione di cartoni animati, un gruppo che si occupa di produrre trasmissioni televisive (fra cui Ciak Junior) un team che gestisce la programmazione di un teatro, un'équipe che gestisce un parco tematico dedicato alle produzioni del gruppo, oltre a un'attività editoriale e musicale.
L'azienda si focalizza principalmente su produzioni dai messaggi educativi per l'infanzia e ha acquisito notorietà in particolar modo grazie alla serie televisiva Cuccioli.
Gruppo Alcuni negli ultimi anni ha prodotto le serie Mini Cuccioli e Leo da Vinci in onda rispettivamente su Rai Yoyo e Rai Gulp.

## Storia dell'azienda
Gruppo Alcuni nasce nel 1973, originariamente come compagnia teatrale costituita da Sergio Manfio, Francesco Manfio e Laura Fintina. Dopo diversi anni di attività il gruppo ha pensato di espandere le proprie competenze e la propria offerta, collegando gli spettacoli teatrali a differenti tipi di intrattenimento. Perciò è nato lo studio di produzione di cartoni animati (nel 1990), un gruppo dedito alle trasmissioni televisive dal vero (lo staff di Ciak Junior ), quattro compagnie che mantengono l'attività teatrale, oltre ad una serie di iniziative legate al mondo dell'editoria e alla musica.

## Attività teatrale
La compagnia teatrale "Gli Alcuni" nacque nel luglio 1973, fondata da Sergio Manfio, Francesco Manfio, e Laura Fintina nella forma giuridica dell'associazione, con lo scopo di mandare dei messaggi educativi attraverso un mezzo molto potente come quello teatrale. Per il Gruppo Alcuni il teatro è una componente complementare rispetto alle altre attività del gruppo (fiction, cartoni animati, editoria, musica).
L'associazione "Gli Alcuni" è produttrice di spettacoli teatrali per l'infanzia, è organizzatrice del Festival internazionale di cinema per ragazzi “Ciak Junior”, organizza laboratori creativi sul cartone animato, organizza corsi di cabaret e teatro per giovani ed adulti, nonché rassegne satiriche, teatrali, e anche Gospel, in diversi comuni del territorio veneto. La sede principale delle attività resta però il Teatro Sant'Anna di Treviso, ove si organizzano le varie attività ed i cartelloni scolastici e familiari.
Il Ministero per i Beni e le Attività Culturali concesse nel settembre 2005 lo status di "Teatro Stabile di innovazione per l'infanzia e la gioventù".

## Editoria
Gruppo Alcuni ha pubblicato il libro EPPUR SI MUOVE - Facciamo un cartone animato insieme, una edizione Rai Eri, tratto dalla serie televisiva in tecnica mista: Eppur si muove. Il libro è rivolto ai bambini dai sei anni in su, e presenta degli elevati contenuti pedagogici: alla fine di ogni capitolo sono presenti giochi e disegni da colorare. È prevista la continuazione della pubblicazione, che intende ripercorrere le tappe della serie televisiva.
Sono stati pubblicati inoltre 7 libri dedicati alla serie Cuccioli ed editi da Mondadori. Si tratta di un movie storybook, due libri puzzle, due activity books, un libro lavagna e un puzzle infinito.
L'ultima produzione editoriale, sempre ad opera di Mondadori, è dedicata alla serie cartoon Leonardo e consiste in 4 titoli: 2 libri fiction e 2 libri stickers.
Il successo delle serie televisive Mini Cuccioli e Leo Da Vinci ha portato gli editori a investire nei brand producendo 5 libri per il film Leo da Vinci - Missione Monna Lisa, 1 scatola gioco per costruire Botte - La macchina volante di Leo da Vinci e 2 titoli per Leo da Vinci - la serie. I libri sono editi da Mondadori e Gribaudo Editore.
Mini Cuccioli, la serie tv dedicata al target preschool, vede l'edizione di 8 libri tra storie e activities per Dea Planeta Libri.

## Filmografia

### Lungometraggi
- Il copricapo Maya
- I dieci comandamenti
- Cuccioli (2002)
- Cuccioli - Il codice di Marco Polo (2010)
- Cuccioli - Il paese del vento (2014)
- Leo da Vinci - Missione Monna Lisa (2018)
- Mini Cuccioli - Le quattro stagioni (2018)

### Mediometraggi
- Il Professor Orbitale
- L'acqua che balla
- Il principe granchio
- Ruzante
- Trilogia di Molla - miniserie di tre mediometraggi

### Serie televisive
- Cosmic Cowboys - 52 episodi di 13', disegni animati, coproduzione con Alphanim
- Cuccioli - disegni animati, 2003
- Eppur si muove - tecnica mista, 2004
- Leonardo - disegni animati, coproduzione con Rai Fiction, e DQ Entertainment, 2007
- Slash - 26 episodi all'attivo di 20', disegni animati, 2011
- Symo & Rose
- I cartoni per la pace
- Dell'uomo parliamo la prossima volta
- Ciak Junior - dal vero
- Mini cuccioli, 2016 (Spin-off della serie Cuccioli; si centralizza su le avventure dei cuccioli da piccoli)
- H20000h! (Spin-off della serie Cuccioli in collaborazione con l'UNESCO)
- Leo da Vinci, 2019
- Vlady & Mirò, 2020
- Mini cuccioli a scuola, 2021
- Gateway 66, 2024
- Mini cuccioli e i DinoCuccioli, 2024